# 李春燕 (宋)
李 春燕（り しゅんえん、1106年 - ?）は、北宋の徽宗の側室。

## 生涯
北宋で華国靖恭夫人の位を授けられた。靖康の変後、金は傀儡として張邦昌を「大楚皇帝」に擁立し、李春燕を「皇后」として与えた。初め、張邦昌は李春燕や共に与えられた10人の「妃嬪」（いずれも徽宗の侍女）から距離を置いていたが、李春燕が自ら積極的に迫って、飲酒後に夜伽した。李春燕の義女の陳氏も張邦昌に献じられた。
その後すぐさま、張邦昌は帝位を放棄して高宗の擁立に動き、李春燕とは別れた。失望した李春燕は高宗を罵った。南宋が成った後に、張邦昌を許そうとした高宗は強硬派の李綱に根負けして、止むを得えないまま張邦昌を自殺させた。李春燕も杖刑に処された後に兵卒の妻にさせられた。

## 伝記資料
- 『靖康稗史箋證』
- 『建炎以来朝野雑記』